# ساختار شیمیایی

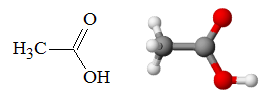
نمایش ساختار شیمیایی اسید استیک. هیدروژن با رنگ سفید، کربن خاکستری و اکسیژن قرمز نشان داده شده‌است.

ساختار شیمیایی (به انگلیسی: Chemical structure) شامل هندسهٔ مولکولی، ساختار الکترونی و ساختار کریستالی مولکول است.
- هندسه مولکولی اشاره به‌آرایش فضایی اتم‌ها در یک مولکول و نحوهٔ چیدمان پیوندهای شیمیایی اتم‌ها باهم است. هندسهٔ مولکولی می‌تواند بسیار ساده باشد، مانند اکسیژن دواتمی یا مولکول‌های نیتروژن، یا بسیار پیچیده باشد مانند پروتئین‌ها یا مولکول دی‌ان‌ای. هندسه مولکولی را می‌توان تقریباً با استفاده از یک فرمول ساختاری نشان داد.
- ساختار الکترونی توصیف اشغال اوربیتال‌های مولکولی یک مولکول توسط الکترون‌ها است.

## تاریخچه
نظریهٔ ساختار شیمیایی در دهه‌های ۱۸۵۰ و ۱۸۶۰ توسط شیمی‌دان‌های مختلف، از جمله فریدریش آگوست ککیوله، آرچیبالد اسکات کوپر و الکساندر بوتلروف توسعه داده شد. این شیمیدانان نشان دادند که ترکیبات شیمیایی از گروه‌های فرعی و گروه‌های عاملی تشکیل شده‌اند، اما ساختار با نظم مشخصی بر اساس ظرفیت ظرفیت شیمیایی اتم‌ها شکل گرفته‌اند.

## روش‌های متداول
تعیین ساختار در شیمی، فرایند تعیین ساختار شیمیایی مولکول است. عملاً، نتیجهٔ نهایی فرایند از مختصات اتم‌ها در یک مولکول حاصل می‌شود. روشی که توسط آن می‌توانید ساختار یک مولکول را تعیین شامل طیف‌بینی، مانند رزونانس مغناطیسی هسته‌ای (NMR)، طیف‌سنجی مادون قرمز و طیف‌سنجی رامان، میکروسکوپ الکترونی، و کریستالوگرافی اشعه X (پراش X-ray). آخرین روش می‌تواند مدل‌های سه‌بعدی در مقیاس اتمی باشد.
- در زیر روش‌های متداول برای تعیین ساختار شیمیایی (تبیین ساختاری) آمده‌است:

1. پراش X-ray
2. پروتون NMR
3. کربن-13 NMR
4. طیف‌سنجی جرمی
5. طیف‌سنجی مادون قرمز(IR)

- در زیر روش‌های متداول برای تعیین ساختار الکترونی آمده‌است:

1. رزونانس الکترون-اسپین
2. ولتامتری چرخه‌ای
3. اسپکتروسکوپ الکترون جذب
4. طیف‌سنجی فوتوالکترون اشعه X